# Karol Łoziński
Karol Łoziński – polski urzędnik w II Rzeczypospolitej.
Po odzyskaniu przez Polskę niepodległości został urzędnikiem służby państwowej. Pełnił funkcję dyrektora departamentu w Ministerstwie Skarbu.
2 maja 1923 został odznaczony Krzyżem Komandorskim Orderu Odrodzenia Polski „za zasługi, położone na polu rozwoju skarbowości w Rzeczypospolitej Polskiej”.